# OpenClassrooms
OpenClassrooms és una plataforma d'educació virtual gratuïta creada el 1999 per oferir cursos oberts de formació a distància (MOOC, acrònim de Massive Open Online Courses). Ofereix cursos gratuïts de temàtiques diverses, més aviat de nivell universitari, i oberts a qualsevol persona del món.

## Productes i serveis

### Cursos
Els cursos de OpenClassrooms duren aproximadament de quatre a deu setmanes, amb una o dues hores de conferències de vídeo per setmana. Aquests cursos proporcionen proves, exercicis setmanals, avaluacions entre iguals i, de vegades, un projecte o un examen final. Els cursos també es fer de manera intensiva. En aquest cas els usuaris poden demanar tot el material disponible alhora i organitzar el seu procés de formatiu. A partir del mes de maig del 2018, OpenClassrooms va oferir 750 cursos a la carta.